# Roeboides
Roeboides és un gènere de peixos de la família dels caràcids i de l'ordre dels caraciformes.

## Morfologia
Són petits, normalment translúcids i tenen una forma romboïdal.

## Taxonomia
- Roeboides affinis (Günther, 1868)[3]
- Roeboides araguaito (Lucena, 2003)[4]
- Roeboides biserialis (Garman, 1890)[5]
- Roeboides bouchellei (Fowler, 1923)[6]
- Roeboides carti (Lucena, 2000)[7]
- Roeboides dayi (Steindachner, 1878)[8]
- Roeboides descalvadensis (Fowler, 1932)[9]
- Roeboides dientonito (Schultz, 1944)[10]
- Roeboides dispar (de Lucena, 2001)[11]
- Roeboides guatemalensis (Günther, 1864)
- Roeboides ilseae (Bussing, 1986)[12]
- Roeboides margareteae (Lucena, 2003)[4]
- Roeboides microlepis (Reinhardt, 1851)[13]
- Roeboides myersii (Gill, 1870)[14]
- Roeboides numerosus (Lucena, 2000)[15]
- Roeboides occidentalis (Meek & Hildebrand, 1916)[16]
- Roeboides oligistos (Lucena, 2000)[15]
- Roeboides paranensis (Pignalberi, 1975)[17]
- Roeboides prognathus (Boulenger, 1895)
- Roeboides sazimai (Lucena, 2007)[18]
- Roeboides thurni (Eigenmann, 1912)[19]
- Roeboides xenodon (Reinhardt, 1851)[13][20][21][22][23][24][25][26]